# Deuteronomos crassaria
Deuteronomos crassaria är en fjärilsart som beskrevs av Fabricius 1794. Deuteronomos crassaria ingår i släktet Deuteronomos och familjen mätare. Inga underarter finns listade i Catalogue of Life.